# Кинопремия Совета Европы FACE

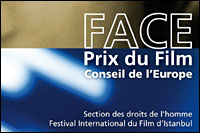
© Кинопремия Совета Европы FACE

Кинопремия Совета Европы FACE (Film Award of the Council of Europe, произносится «фэйс») была учреждена в 2007 году и вручается на Стамбульском международном кинофестивале.
Премия отмечает художественные или документальные фильмы, лучше всего отражающие ценности, за которые выступает Совет Европы: права человека, свободу личности, политическую свободу и верховенство закона.

## Этическая концепция
Идея создания премии основана на способности кино донести до широкой публики общечеловеческие ценности в области прав человека, общественной терпимости и социальной сплоченности.
Согласно убеждениям Совета Европы, киноэкран не только отражает современную европейскую культуру, но и открывает путь к Европе будущего, в которой преобладает равенство при разнообразии культур и интересов всех населяющих её народов, к Европе равных возможностей для всех граждан, к Европе, в которой нет места для жестокости и нетерпимости.

## Процедура награждения
Международное жюри отбирает кинофильмы, представленные на фестивале в категории «Права человека в кино». На премию FACE могут претендовать как художественные, так и документальные фильмы, которые обращаются к широкому спектру тем — от семейных драм до глубоких социальных сдвигов.
Материальная часть премии FACE: бронзовая статуэтка «Спираль восхождения» (работы скульптора Фредди Рульмана) и денежная составляющая размером 10 тысяч евро, учрежденная под эгидой фонда Совета Европы «Евримаж», который занимается сопроизводством и дистрибуцией европейских кинолент.
14 апреля 2007 года на Международном Стамбульском кинофестивале впервые состоялось вручение кинопремии FACE Совета Европы. От имени Генерального Секретаря СЕ Терри Дэвиса награду режиссёру-победителю вручил Томас Хаммарберг, Комиссар Совета Европы по правам человека. С этого момента премия FACE стала совместным проектом Стамбульского международного кинофестиваля и Совета Европы.

## Совет Европы и Стамбульский международный кинофестиваль
Турция — одна из первых стран, вступивших в 1949 году в Совет Европы, который сегодня насчитывает 47 государств. Это страна с давними традициями кинопроизводства. Ещё в 50-70х годах Турция стала одним из мировых лидеров по выпуску картин на большой экран. Многие фильмы отражают изменения, происходящие в турецком обществе. Режиссёры обращаются к темам бытового насилия, роли женщины в обществе, к проблемам урбанизации и бедности, которая угрожает жителям больших городов. Подобные картины способствуют утверждению основных ценностей Совета Европы: уважения к правам человека и солидарности.
В то же время, турецкие кинорежиссёры в последние годы сталкиваются с такими же проблемами, что и их коллеги во всем мире: ограниченные возможности финансирования, возросшая конкуренция на кинорынке и проблемы, которые ставит приход в отрасль новых технологий. Поэтому Совет Европы вносит свой вклад в обеспечение целого комплекса гарантий для европейской киноиндустрии.
С этой целью в рамках Совета Европы учрежден фонд «Евроимидж» (Eurimages), который финансирует производство и распространение кинофильмов, открывая новые возможности для сотрудничества профессионалов.
Ещё одна структура Совета Европы — Европейская аудиовизуальная обсерватория — единственный в своём роде европейский центр, который системно занимается сбором и анализом информации в области кино, телевидения и радиовещания.

## Лауреаты премии FACE
2007: «Суд» (Bamako), режиссёр Абдеррахман Сисако. Фильм режиссёра из Мали рассказывает об эксплуатации африканского континента мировыми державами и о местном «суде», куда малийцы обращаются за правдой. «Равноправие, глубокое уважение к правам человека и гражданская солидарность неоценимо важны для установления социальной справедливости и необходимы для социально-экономического развития. Именно поэтому жюри приняло решение присудить премию FACE фильму Bamako (Суд).»
2008: Слепая Гора (Mang Shan), реж. Ли Ян. «Слепая Гора» — история китайской девушки, которая едет на север страны в поисках работы. Её похищают и продают в отдаленную горную деревню, чтобы насильно выдать замуж. Эта история изобличает ужас таких проблем современности, как торговля людьми и насилие над женщинами.
2009: Смотрители птиц (Birdwatchers), режиссёр Марко Бечис: «В сегодняшнем постоянно расширяющемся мире большое значение имеет уважение к местному населению и к меньшинствам. Переводя эту важную мысль в хорошо выстроенный сюжет, Смотрители птиц описывает сложности меняющегося общества». Члены жюри решили также наградить Нандиту Дас специальным Призом Жюри за её фильм Firaaq (разлука), «открыто ставящий тонкий вопрос религиозной нетерпимости и борьбы сект. Демонстрируя её ужасные последствия, Firaaq также несет мысль о надежде, показывая, что люди имеют выбор».